# Jan Medyceusz
Jan Medyceusz (wł. Giovanni di Bicci de' Medici; ur. 1360 we Florencji, zm. 1429) – florencki handlarz i bankier, syn Eberharda Medyceusza i Giacomy di Francesco Spini.
Jan Medyceusz zapoczątkował potęgę finansową i polityczną rodu Medyceuszy tworząc w 1397 roku rodzinny dom bankowy. Wzbogacił się głównie dzięki dochodowym transakcjom kredytowym udzielanych dzięki funkcji bankiera papieskiego w latach 1414–1476. Był także ojcem pierwszego władcy Florencji Kosmy Medyceusza Starszego.
Poślubił Piccardę de Bueri. Para miała co najmniej czworo dzieci:
- Antonia (??–1398),
- Damiana (??–1390),
- Kosmę (1389–1464),
- Wawrzyńca (1395–1440).